# Edifício Tuyuti

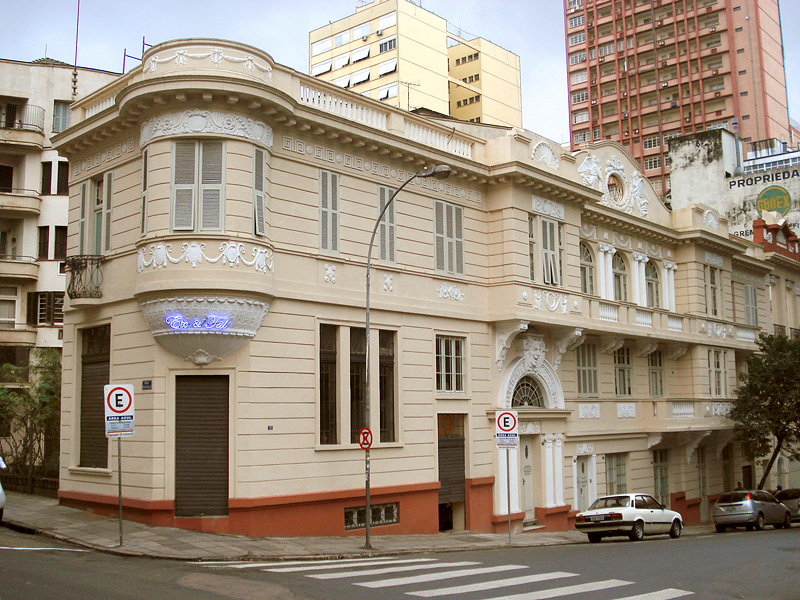
Edifício Tuyuti

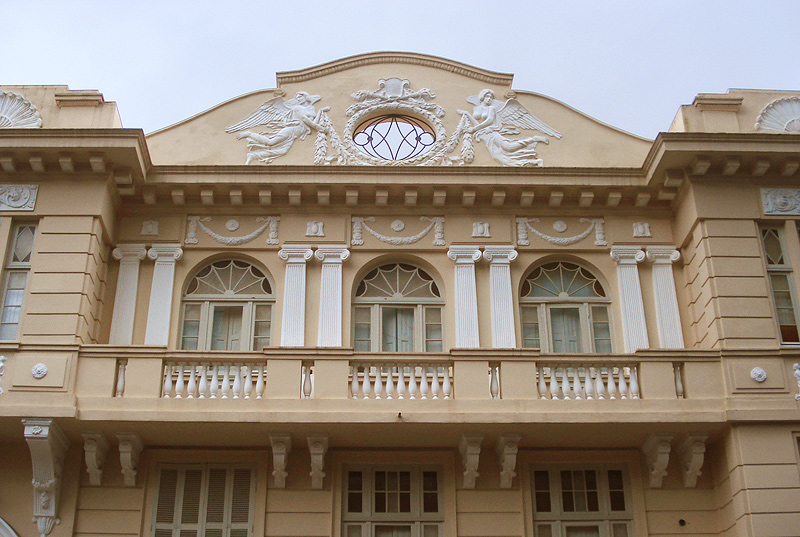
Frontão do Edifício Tuiuti

O Edifício Tuyuty é um prédio histórico de Porto Alegre, Brasil, localizado na esquina da rua Riachuelo com a Caldas Júnior, no Centro Histórico da cidade. Foi tombado pela Prefeitura Municipal.
Situado em um terreno com declive, sua fachada tem dois pisos na Riachuelo e termina com três na Caldas Júnior. É de estilo eclético, com elementos Art Nouveau. Foi construído em 1925. Em 1933 foi adquirido pelo GBOEX - Grêmio Beneficente, sendo utilizado como residência e estabelecimento comercial até a década de 1980. Desativado devido ao mau estado de conservação, foi tombado em 1990, então foi restaurado integralmente, e depois voltou a ter sua ocupação antiga de residência, com lojas no térreo.
A inclinação da rua deu margem a uma criativa solução arquitetônica, com fachada assimétrica de interessante volumetria com aberturas diferenciadas, blocos em projeção e outros em recuo, sacadas e ornamentação de relevos. Originalmente possuía uma cúpula de bronze sobre o torreão de esquina. Há um adensamento na decoração da porção central do prédio, com a porta principal de bandeira com vitral, emoldurada por duas pilastras jônicas de cada lado e um belo frontispício em arco redondo, coroado por uma grande face humana sorridente em relevo.
À direita, no piso superior, as aberturas dão para uma sacada com balaustrada e são em arco redondo também com vitrais geométricos nas bandeiras, sendo separadas por pilastras jônicas duplas e encimadas por um friso com festões e uma cornija. Acima deste bloco um grande frontão de perfil barroco mostra dois anjos em baixo-relevo segurando uma guirlanda floral que emoldura um óculo vazado com grade trabalhada, e sobre este uma pequena panóplia.
Na fachada da rua Riachuelo são interessantes uma delicada e minúscula sacada em ferro trabalhado no piso superior e um aposento semicircular projetado do corpo do edifício, sustentado por uma base hemisférica. Todo o edifício é coroado por um friso com elementos geométricos e florais, uma cornija saliente com pequenas mísulas e acima por uma platibanda com balaustrada e delicados florões, guirlandas e outros adornos em relevo.